# Hilger van Scherpenberg

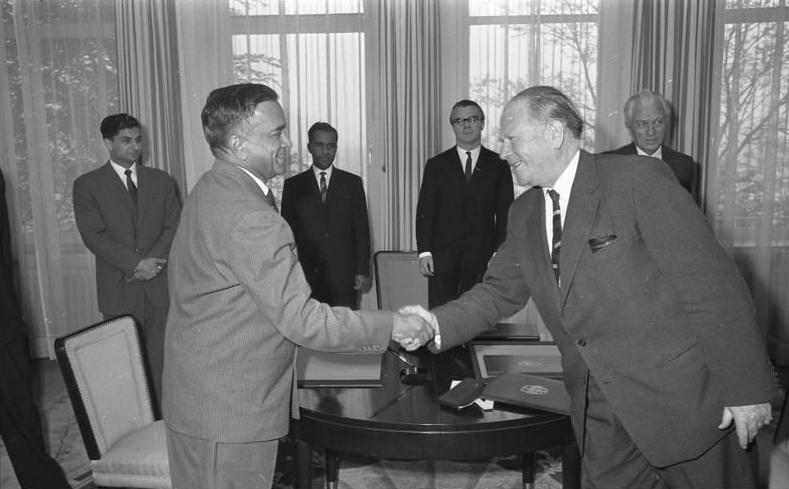
Finanzvertrag mit Indien: Hilger van Scherpenberg (rechts) im Auswärtigen Amt nach der Unterzeichnung eines Abkommens mit indischen Vertretern. (1961)

Albert-Hilger van Scherpenberg (* 4. Oktober 1899 in München; † 12. September 1969 in Hohenpeißenberg) war ein deutscher Diplomat und Staatssekretär im Auswärtigen Amt (1958–1961).

## Leben

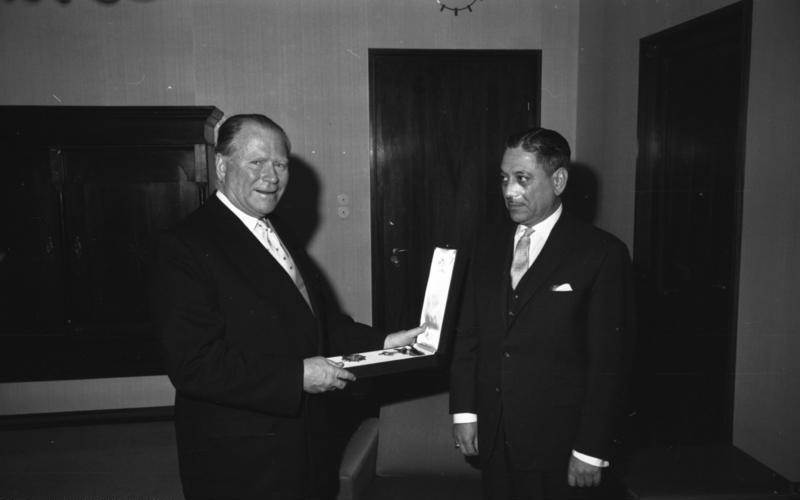
Ordensverleihung an Scherpenberg (links)

Nach dem 1925 abgeschlossenen Studium der Rechtswissenschaften und der 1926 erfolgten Promotion trat Scherpenberg in den diplomatischen Dienst ein. Während der Zeit des Nationalsozialismus war er zunächst Legationssekretär, später Legationsrat in der Position des Leiters des skandinavischen Referats in der Handelspolitischen Abteilung des Auswärtigen Amtes. Er wurde Mitglied des dem deutschen Widerstand zuzurechnenden Solf-Kreises, der nach Hanna Solf, der Witwe des 1936 verstorbenen Deutschen Botschafters in Tokio, benannt war. Nachdem dieser durch den Gestapo-Spitzel Paul Reckzeh verraten worden war, wurde van Scherpenberg am 1. Juli 1944 vom Volksgerichtshof zu zwei Jahren Gefängnis verurteilt.
Von 1945 bis 1949 war van Scherpenberg Mitarbeiter im Bayerischen Wirtschaftsministerium, dann im Bundeswirtschaftsministerium und kehrte 1953 in die Handelspolitische Abteilung des Auswärtigen Amtes zurück. Von 1958 bis 1961 war er dort Staatssekretär.
Seine diplomatische Karriere beendete er als Botschafter der Bundesrepublik beim Vatikan (Heiliger Stuhl) von 1961 bis 1964.
Van Scherpenberg war verheiratet mit Inge Schacht (1903–1982), der ältesten Tochter des ehemaligen Reichsbankpräsidenten und Reichsministers Hjalmar Schacht, mit der er drei Söhne und eine Tochter hatte. 